# Mörtsjön (Ockelbo socken, Gästrikland, 675987-155079)
Mörtsjön är en sjö i Ockelbo kommun i Gästrikland och ingår i Hamrångeåns huvudavrinningsområde. Sjön har en area på 0,206 kvadratkilometer och ligger 122,1 meter över havet.

## Delavrinningsområde
Mörtsjön ingår i det delavrinningsområde (675955-155194) som SMHI kallar för Ovan 676147-155311. Medelhöjden är 115 meter över havet och ytan är 13,59 kvadratkilometer. Det finns inga avrinningsområden uppströms utan avrinningsområdet är högsta punkten. Trossjöbäcken som avvattnar avrinningsområdet har biflödesordning 2, vilket innebär att vattnet flödar genom totalt 2 vattendrag innan det når havet efter 29 kilometer. Avrinningsområdet består mestadels av skog (87 procent). Avrinningsområdet har 0,56 kvadratkilometer vattenytor vilket ger det en sjöprocent på 4,1 procent.